# Adam Davies (labdarúgó, 1992)
Adam Rhys Davies (Rinteln, 1992. július 17. –) német születésű walesi válogatott labdarúgó, a Sheffield United játékosa.

## Pályafutása

### Klubcsapatokban
2006 és 2012 között az Everton akadémiájának volt a tagja. A 2009–2010-es szezonban az akadémia legjobb játékosának választották meg. 2011 júliusában csatlakozott az első csapathoz a szezon előtti amerikai turnén. A 2011–12-es szezonban rendszeresen pályára lépett a tartalékok között, majd a szezon végén elengedte a klub. 2012. október 23-án aláírt a Sheffield Wednesday csapatához, ahol Chris Kirkland tartalékjaként számoltak vele. Tétmérkőzésen nem lépett pályára.
2014. június 13-án két évre szerződtette a harmadosztályban szereplő Barnsley. Augusztus 9-én mutatkozott be a Crawley Town ellen 1–0-ra elvesztett bajnoki találkozón. 2015 májusában a klub meghosszabbította a szerződését. 2016. május 29-én a rájátszásban 3–1-re legyőzték a Oxford United csapatát és feljutottak. 2017. január 26-án két évvel meghosszabbították a szerződését. 2019. április 8-án beválasztották az EFL szezon csapatába.  Április 24-én a harmadosztály csapatába is bekerült.
2019. január 25-én a Stoke City csapatához igazolt csapattársával, Liam Lindsay-vel. 2020. január 4-én debütált a Brentford elleni kupamérkőzésen. Július 12-én a bajnokságban is bemutatkozott a Birmingham City ellen, miután Jack Butland sérült volt. 2022. január 25-én a Sheffield United szerződtette.

### A válogatottban
2016. október 4-én hívták először be a walesi válogatottba, hogy helyettesítse Danny Wardot Ausztria és Grúzia elleni 2018-as labdarúgó-világbajnokság-selejtező mérkőzéseken. 2019. március 20-án mutatkozott be Trinidad és Tobago elleni barátságos mérkőzésen mutatkozott be. A 2020-as labdarúgó-Európa-bajnokságon és a 2022-es labdarúgó-világbajnokságon is részt vett.

## Család
Németországban, Alsó-Szászország tartományában található Rinteln városában született, mivel ekkor édesapja a Brit haderőnél szolgált és itt állomásoztak. Nem sokkal később a családjával az angol Warrington városába költöztek.

## Sikerei, díjai
- Barnsley
  - Football League Trophy: 2015–16[29]